# Boražina
Boražina (ljekoviti borač, oštrolist, ljekoviti oštrolistac, borač, poreč; lat. Borago officinalis L.), jednogodišnja je biljka porijeklom iz Sirije. Smatra se da je domovina borača Mala Azija i područje zapadnog dijela Sredozemlja, ali se uzgaja diljem Mediterana, Male Azije, Europe, Sjeverne Afrike i Južne Amerike.

## Opis
Boražina u visinu naraste od 60 cm do 100 cm, ima bodljikasto-dlakavu stabljiku i listove; Listovi su jednostavni, od 5 do 15 cm dugi, a rub im je ravan Cvjetovi su dekorativni. Peterostruke su simetrije s trokutasto zašiljenim laticama, najčešće plave boje iako mogu biti i ružičasti, a uzgojeni su i primjerci s cvjetovima bijele boje (Borago alba). Mogu biti i ružičaste pa čak i jarkoljubičaste boje. Peteljke cvjetova su duge. Donje listove oblikuje u obliku rozete. Biljka je cijela dlakava. Dlačice su bijele boje. Zbog dlakavosti tekstura je pomalo neugodna. Stabljika je šuplja i raste do od 30 do 60 cm.
Vrijeme cvatnje je od lipnja do listopada. Zadnja cvatnja je do prvog mraza. Cijela je biljka blaga okusa i miriše na krastavac. Sadržaj biljke je oko 25% sluzi, vitamin C, limunsku kiselinu, malo eteričnih ulja, tanina, saponina i drugih tvari. Djelatne tvari u boraču su sluzi, škrob, trjeslovine, flavonoidi, mineralne tvari, nešto C vitamina i karotin. Životni vijek sjemena borača je i do osam godina.  Sjeme je teže prikupiti. Nejednako sazrijeva, samo otpada i moguće ga je skupiti samo po suhom vremenu. Za to se ispod biljke stavi platno (agrotekstil) i poslije se sjeme prikupi.
Ako ima dobre uvjete dosta se razgrana i može narasti u visinu i više od 70 cm.
Poznavali su je još stari Rimljani, koji su ju cijenili i širili. U Španjolsku su je donijeli Arapi.
Ova je krasna, ljekovita i jestiva jednogodišnja biljka grmolikog rasta nezahtjevna, otporna na hladnoću i visoke temperature, ali i na sušu. Narodna medicina je koristi. Pčele privlači i po hladnom vremenu. Biljka je jednogodišnja i zeljasta. Raste samoniklo u Sredozemlju i južnoj Europi, no i u središnjoj i istočnoj Europi Poboljšava okus povrća. Danas se široko rasprostranio u prirodi. Uzgaja ga se diljem svijeta. Uzgaja ga se i plantažno. Borago pygmaea svojstvena je području Korzike i Sicilije. Najraširenija je vrsta Borago officinalis. Voli rasti uz morsku obalu, na poljima i zapuštenom zemljištu. U Hrvatskoj se uzgaja i samoniklo raste u Dalmaciji i Primorju kao korov po vinogradima, poljima i zapuštenom tlu u blizini naselja. Biotopi samonikla rasta su najčešće neuređena divlja područja na kojima uspijeva puno bolje nego u kultiviranim i urednim vrtovima. Voli sunčano mjesto. Ne treba mu vrlo kvalitetno tlo, a ne treba ga ni prečesto zalijevati. Uzgaja ga se u cvjetnjacima i povrtnjacima kao začinsku i ukrasnu biljku.

## Ime
Ime je od latinske riječi borago, a izvedeno je od staro-arapskog abo-rag; što znači "otac znoja". Ime roda je iz arapskog buhuray, što znači „otac sirovosti“, što se dovodi u svezu s dlakavošću listova. Keltska imenica borrach znači hrabrost. Zbog toga su ga voljeli vojnici. Narod vjeruje da borač smiruje, vraća raspoloženje, razveseljuje i hrabri ljude, zbog čega su ga stari Rimljani uzimali, osobito vojnici, jer im vraća radost što je ušlo i u izreku  ( "Ego borago gaudia semper ago." tj. na hrvatskom "Borač mi uvijek daje radost", pri čemu se pod "radost" misli na životnu snagu, hrabrost).
Zove se još i boreč, borač, buražina, buraž, krastavica, volovski jezik, krastva, kozmelj, poraga, zajičac, boraga, poreč.
Vojnici su ga nastavili cijeniti i u srednjem vijeku. Križarima su pred odlazak u pohod stavljali cvjetove borača koji su plutali u oproštajnom piću. Stoga često ukrašava srednjovjekovne tapiserije i viteške šalove.

## Korištenje
Dosta ju se koristi u prehrani. Listovi se primjenjuju ovisno o starosti. Za pripremiti variva i file za pite rabe se stari listovi, a salate i umaci rade se od mladih listova, koje se koristi i u pripremi sirnih namaza. Cvjetovi imaju više namjena: njima se dekorira jelo, dodaje ih se u voćne kupove, kandira ih se i onda ih se može čuvati ili ih se koristi u čajevima. Čaj se radi i od listova i od cvjetova. Može se rabiti i suhe listove i cvjetove. Od njega se izrađuje ulje, vino i mnogi drugi proizvodi. Od borača se kuha krem juha. Za dekoraciju cvjetovi mogu biti svježi, zamrznuti u kockicama leda ili kristalizirani. Listovi svježe narezani idu i u salate, svježi sir, jogurte, sendviče. Mogu ići uz špinat. U kineskoj kuhinji ih se puni i rola. Osobito ju obožavaju u središnjoj Europi.
Primjenu nalazi u kozmetici. Rabi ga se protiv akni i za čistiji ten. Ide u maske za lice za suhu kožu.
U narodnoj medicini ima mnoge primjene. Jak je diuretik, jači od peršina te ga zato valja koristiti pod medicinskim nadzorom. Spazmolitik kod reume, protuupalna djelovanja, protiv kašlja, umiruje i blagotvorno djeluje na san. Također ga se u narodnoj medicini primjenjuje za čišćenje krvi, jačanje srca, jačanje živčanog sustava. Pomaže kod vrućice i infekcija. Upale i otekline uklanja se oblozima. Koristi ga se u narodnoj medicini i kod dišnih tegoba, srčanih bolesti, povišene temperature, reume i gihta, te za bolje izlučivanje viška tekućine iz organizma. Uvijek je slovio kao biljka koja razveseljava, tjera melankoliju i vraća hrabrost. Oboljeli od padavice te osobe s problemom zgrušavanja krvi moraju ju izbjegavati. U Francuskoj, Španjolskoj, Portugalu i Rumunjskoj je službeno priznata kao ljekovita biljka.
Odličan je zaštitnik u vrtu. Izvrsno se slaže s jagodom i rajčicom. Osobito štiti jagode čije sadnice čuva i od kukaca i uzročnika bolesti. Pogoduje rastu biljaka, a povrću poboljšava okus, osobito kod rajčice te kod voća kod jagode. Rajčice također štiti od štetočina. Odlična je međukultura. Preporučuje se zasaditi ga i ispod ruža.
Budući da je medonosan, na nj dolaze svi kukci polinatori (pčele, leptiri i drugi) u vrt, čak i po studeni.
Pripada porodici boražinovki.

## Sastav
Na 100 gr sviježe biljke sadrži oko 87,2 g vode, oko 9,45 g ugljikohidrata, oko 1,17 g bjelančevina i 0,16 g masti. Od makroelemenata sadrži na 100 g oko 567 mg kalija, oko 43,5 mg natrija, kalcija oko 344 mg,te magnezija oko 8,50 mg. Od vitamina na 100 gr sadrži oko 2,86 mg beta karotena i 1,83 mg vitamina C. Od organskih kiselina najzastupljenija je oksalna, oko 565 mg / 100 g.

## Sinonimi
- Borago hortensis L.[5]